# Thành hệ Escucha
Thành hệ Escucha là một thành hệ địa chất hình thành ở La Rioja, Tây Ban Nha, niên đại địa tầng của nó là đầu kỷ Phấn Trắng. Xương khủng long là một trong những hóa thạch đã được hình thành ở thành hệ này.

## Hệ cổ động vật
| Khủng long của thành hệ Escucha | Khủng long của thành hệ Escucha | Khủng long của thành hệ Escucha | Khủng long của thành hệ Escucha | Khủng long của thành hệ Escucha |
| ĐV phân loại                    | Vị trí/di chỉ                   | Ghi chú                         | Hình ảnh                        |                                 |
| ------------------------------- | ------------------------------- | ------------------------------- | ------------------------------- | ------------------------------- |
| Proa valdearinnoensis           | Nằm ở tỉnh de la Rioja          |                                 |                                 |                                 |

| Côn trùng của hệ tầng Escucha | Côn trùng của hệ tầng Escucha | Côn trùng của hệ tầng Escucha | Côn trùng của hệ tầng Escucha | Côn trùng của hệ tầng Escucha |
| ĐV phân loại                  | Vị trí/di chỉ                 | Ghi chú                       | Hình ảnh                      |                               |
| ----------------------------- | ----------------------------- | ----------------------------- | ----------------------------- | ----------------------------- |
| Alavaraphidia                 | Hổ phách Peñacerrada I        |                               |                               |                               |
| Amarantoraphidia              | Hổ phách Peñacerrada I        |                               |                               |                               |
| Styporaphidia? hispanica      | Hổ phách Peñacerrada I        |                               |                               |                               |